# Algarve-Cup 1996
Der Algarve-Cup 1996 war die dritte Austragung des jährlich stattfindenden Turniers für Frauenfußball-Nationalmannschaften und fand zwischen dem 11. und 17. März 1996 an der portugiesischen Algarve statt. Die Mannschaft Norwegens gewann das Turnier vor dem Titelverteidiger Schweden und China.

## Teilnehmende Mannschaften
An dem Einladungsturnier nahmen 1996 acht Mannschaften teil. Erstteilnehmer sind kursiv gekennzeichnet.
| - Dänemark - Finnland - Island - Norwegen | - Portugal (Gastgeber) - Russland - Schweden (Titelverteidiger) - China |

## Turnierverlauf
Die acht teilnehmenden Mannschaften wurden in zwei Gruppen aufgeteilt und trafen in einem Rundenturnier aufeinander. In der anschließenden Finalrunde spielten die Gruppenvierten, Gruppendritten und Gruppenzweiten um die Plätze sieben, fünf und drei sowie die Gruppensieger im Finale um den Turniersieg.

### Gruppenphase
Gruppe A
| Pl. | Land     | Sp. | S | U | N | Tore    | Diff. | Punkte |
| --- | -------- | --- | - | - | - | ------- | ----- | ------ |
| 1.  | Norwegen | 3   | 3 | 0 | 0 | 010:100 | +9    | 09     |
| 2.  | China    | 3   | 2 | 0 | 1 | 007:400 | +3    | 06     |
| 3.  | Russland | 3   | 1 | 0 | 2 | 002:500 | −3    | 03     |
| 4.  | Portugal | 3   | 0 | 0 | 3 | 001:100 | −9    | 0      |

|                                             |   |          |     |
| 11. März 1996 in Silves                     |   |          |     |
| Norwegen                                    | – | China    | 4:1 |
| Russland                                    | – | Portugal | 2:1 |
| 13. März 1996 in Vila Real de Santo António |   |          |     |
| Norwegen                                    | – | Portugal | 3:0 |
| China                                       | – | Russland | 1:0 |
| 15. März 1996 in Quarteira                  |   |          |     |
| Norwegen                                    | – | Russland | 3:0 |
| China                                       | – | Portugal | 5:0 |

Gruppe B
| Pl. | Land     | Sp. | S | U | N | Tore    | Diff. | Punkte |
| --- | -------- | --- | - | - | - | ------- | ----- | ------ |
| 1.  | Schweden | 3   | 3 | 0 | 0 | 010:100 | +9    | 09     |
| 2.  | Dänemark | 3   | 2 | 0 | 1 | 006:300 | +3    | 06     |
| 3.  | Island   | 3   | 1 | 0 | 2 | 003:500 | −2    | 03     |
| 4.  | Finnland | 3   | 0 | 0 | 3 | 001:120 | −11   | 0      |

|                           |   |          |     |
| 11. März 1996 in Lagos    |   |          |     |
| Schweden                  | – | Dänemark | 2:1 |
| Island                    | – | Finnland | 3:1 |
| 13. März 1996 in Portimão |   |          |     |
| Schweden                  | – | Finnland | 7:0 |
| Dänemark                  | – | Island   | 3:0 |
| 15. März 1996 in Olhão    |   |          |     |
| Schweden                  | – | Island   | 1:0 |
| Dänemark                  | – | Finnland | 2:0 |

### Finalrunde
Spiel um Platz 7
|                             |   |          |     |
| 17. März 1996 in Montechoro |   |          |     |
| Portugal                    | – | Finnland | 3:0 |

Spiel um Platz 5
|                                             |   |        |                      |
| 17. März 1996 in Vila Real de Santo António |   |        |                      |
| Russland                                    | – | Island | 1:1 n. V., 3:2 i. E. |

Spiel um Platz 3
|                                       |   |          |     |
| 17. März 1996 in Quarteira oder Loulé |   |          |     |
| China                                 | – | Dänemark | 2:1 |

### Finale
| Norwegen                                     | Norwegen | Schweden | Schweden |
| -------------------------------------------- | --- | --- | -------- |
| Norwegen                                     | \| 17. März 1996 in Quarteira \| \| Ergebnis: 4:0 (2:0) \| \| Zuschauer: 250 \| \| Schiedsrichterin: Sonia Denoncourt ( Kanada) \| \| Spielbericht \| | \| 17. März 1996 in Quarteira \| \| Ergebnis: 4:0 (2:0) \| \| Zuschauer: 250 \| \| Schiedsrichterin: Sonia Denoncourt ( Kanada) \| \| Spielbericht \| | Schweden |
| Norwegen                                     | Bente Nordby • Tina Svensson, Nina Nymark Andersen, Gro Espeseth, Merete Myklebust • Hege Riise, Heidi Støre (81. Tone Gunn Frustøl), Anne Nymark Andersen (75. Agnete Carlsen) • Marianne Pettersen, Brit Sandaune (81. Tone Haugen), Ann Kristin Aarønes (85. Kjersti Anita Thun) Cheftrainer: Even Pellerud | Ulrika Karlsson • Marika Karlsson (46. Åsa Jakobsson), Kristin Bengtsson (89. Pernilla Bowall), Pia Sundhage, Malin Swedberg • Anna Pohjanen, Malin Andersson, Anna Andersson (46. Anneli Wahlgren), Ulrika Kalte • Annika Nessvold (84. Åsa Lönnqvist), Cecilia Sandell Cheftrainer: Bengt Simonsson | Schweden |
| Norwegen                                     | 1:0 Ann Kristin Aarønes (8.) 2:0 Marianne Pettersen (36.) 3:0 Marianne Pettersen (71.) 4:0 Ann Kristin Aarønes (83.) | | Schweden |
| 17. März 1996 in Quarteira                   | | |          |
| Ergebnis: 4:0 (2:0)                          | | |          |
| Zuschauer: 250                               | | |          |
| Schiedsrichterin: Sonia Denoncourt ( Kanada) | | |          |
| Spielbericht                                 | | |          |